# Sieć Badawcza Łukasiewicz – ITECH Instytut Innowacji i Technologii
Sieć Badawcza Łukasiewicz – ITECH Instytut Innowacji i Technologii − polska interdyscyplinarna jednostka badawcza specjalizująca się w obszarze STI (Science, Technology, Innovation). Jest członkiem Sieci Badawczej Łukasiewicz.

## Zakres działalności
- ocena, selekcja i rankingowanie technologii
- konsultacje społeczne
- foresight technologiczny
- audyt technologiczny
- ocena wpływu społecznego
- analiza rynku
- kampanie społeczne
- analiza regulacji

## Kierownictwo
- Leszek Kwieciński – dyrektor
- Edyta Masłowska-Parafian – zastępca dyrektora ds. finansowych i operacyjnych

## Historia
Pierwotnie instytut nosił nazwę Instytut Organizacji Przemysłu Maszynowego „ORGMASZ”. Przy Instytucie działa wydawnictwo, które opublikowało wiele pozycji książkowych z dziedziny organizacji, zarządzania, restrukturyzacji oraz przedsiębiorczości. 
Od 1992 nakładem Wydawnictwa „ORGMASZ” ukazywało się  czasopismo „Ekonomika i Organizacja Przedsiębiorstwa”. 
Od 1 stycznia 2024 roku instytut zmienił nazwę na Sieć Badawcza Łukasiewicz – ITECH Instytut Innowacji i Technologii.